# Platanista minor
El delfín del Indo (Platanista minor), también conocido como bhulan o delfín ciego del Indo, es una especie de cetáceo odontoceto de la familia de los platanístidos oriundo del río Indo, en Pakistán.

## Descripción
Idéntico en apariencia al delfín del Ganges, posee un largo hocico. Es completamente ciego al carecer de cristalino, se desplazan y cazan mediante la ecolocalización. Miden unos 2,5 m de longitud.

## Hábitat y conservación
Reside primordialmente en el río Indo. La mayor parte de la población, menos de 600 ejemplares en total, habita en el curso bajo del río, entre las presas de Sukkur y Guddu. La presencia de varias presas impide el movimiento de los individuos y mantiene aisladas las poblaciones.